# Демократическая Болгария
Демократическая Болгария (болг. Демократична България; ДБ) — избирательный блок Болгарии, образованный тремя политическими партиями — Да, Болгария!, Демократы за сильную Болгарию и Зелёным движением. Создан 12 апреля 2018 года.

## История
Официально о создании Демократической Болгарии было объявлено символическим подписанием декларации под названием «Демократическая Болгария может сделать больше». Три партии объединились после нескольких месяцев переговоров о сотрудничестве на время следующих всеобщих выборов. В своём манифесте объединение изложило свои основные цели, в том числе стать альтернативой нынешнему правительству и консолидировать демократические ценности Болгарии и евроатлантический выбор.

## Состав
В структуре «Демократическая Болгария» два соруководителя — Христо Иванов из «Да, Болгария!» и Атанас Атанасов из «Демократов за сильную Болгарию». Лидеры Зелёных — Владислав Панев и Борислав Сандов — также участвуют в совете союза.

### Состав
| Вечеринка | Вечеринка                                                       | Основано      | Лидер                            | Идеология                                                                    | Результат выборов в апреле 2019 | Депутаты  | ДепутатыЕвропарламента |
| --------- | --------------------------------------------------------------- | ------------- | -------------------------------- | ---------------------------------------------------------------------------- | ------------------------------- | --------- | ---------------------- |
|           | Демократы за сильную Болгарию (ДСБ) Демократи за силна България | 30 мая 2004   | Атанас Атанасов                  | консерватизм, проевропеизм, антикоммунизм                                    | 9,45                            | 11 из 240 | 1 из 17                |
|           | Да, Болгария! (ДаБ!) Да, България!                              | 7 января 2017 | Христо Иванов                    | противодействие коррупции, проевропеизм, либерализм, синкретическая политика | 9,45                            | 19 из 240 | 0 из 17                |
|           | Зелёное движение (ЗД) Зелено движение                           | 18 мая 2008   | Борислав Сандов, Владислав Панев | зелёный либерализм, проевропеизм                                             | 9,45                            | 4 из 240  | 0 из 17                |

## Политическая позиция
Некоторые из приоритетов ДБ — членство Болгарии в еврозоне и Банковском союзе, сокращение бюджетных расходов до 1/3 ВВП, а также налоговая реформа со снижением НДС с 20 % до 18 % и необлагаемым налогом минимумом подоходный налог.
В сфере обороны партия ищет общественной поддержки вооружённых сил, используя Социальный договор оборонительной политики.
В отношении президентских выборов в Болгарии в 2021 году объединение поддерживает избирательную заявку Лозана Панова, председателя Верховного суда Болгарии.
2022:  коалиции партий «Продолжаем перемены — Демократическая Болгария» (ПП — ДБ)

## Результаты выборов

### Выборы в Европейский парламент (2019)
Чтобы выбрать своих кандидатов, «Да, Болгария!» провела дистанционные предварительные выборы. Желающие проголосовать могли сделать это в цифровом виде с помощью мобильного приложения «Да, Болгария!» или по почте. Все участники «Да, Болгария!» имели право участвовать вместе со всеми, кто получил приглашение от действующего члена партии. Избирательный процесс начался 27 ноября 2018 года, а окончательные результаты были объявлены 11 февраля 2019 года. Всего проголосовало 5898 человек, из которых кандидатом с наибольшим количеством голосов был дипломат и бывший посол Стефан Тафров.
12 ноября 2018 года на европейских выборах кандидат от «Демократов за сильную Болгарию» Святослав Малинов был избран резолюцией на Национальном конгрессе партии. Малинов является депутатом Европарламента с 2009 года как член Европейской народной партии.
22 февраля 2019 года Зелёные объявили своего основного кандидата на выборах — Албену Симеонову — эколога и предпринимателя в сфере биосельского хозяйства. Она была избрана путём онлайн-голосования на сайте партии.
Демократическая Болгария в конечном итоге получила одно место на выборах в Европейский парламент в 2019 году, которое досталось Радану Каневу .

### Местные выборы (2019)
27 октября 2019 года по всей Болгарии прошли местные выборы, при этом «Демократическая Болгария» не смогла заполучить ни одно кресло мэра, но намного превзошла ожидания в столице Софии, где выиграла 8 из 25 округов, включая большую часть центра города. Результаты были расценены как серьёзная неудача для правящей партии ГЕРБ, которая до тех пор удерживала сильную власть в столице, выиграв в 2015 году 23 из 25 округов.

### Статистика
| Выборы      | Голоса  | %          | Места     | +/-  | Правительство    |
| ----------- | ------- | ---------- | --------- | ---- | ---------------- |
| Апрель 2021 | 302,280 | 9.45 (#5)  | 27 из 240 |      | Досрочные выборы |
| Июль 2021   | 345,331 | 12.64 (#4) | 34 из 240 | ▲ 7  | Досрочные выборы |
| Ноябрь 2021 | 164,707 | 6.34 (#6)  | 16 из 240 | ▼ 18 | Досрочные выборы |

| Выборы | Голоса  | %          | Места   | +/- |
| ------ | ------- | ---------- | ------- | --- |
| 2019   | 118 484 | 6.06 (# 5) | 1 из 17 |     |